# AS Maniema Union
Association Sportive Maniema Union znany jako AS Maniema Union – kongijski klub piłkarski grający w pierwszej lidze kongijskiej, mający siedzibę w mieście Kindu.

## Sukcesy
- Coupe du Congo[1]:
  - zwycięstwo (3):  2007, 2017, 2019.

## Występy w afrykańskich pucharach
| Sezon     | Rozgrywki           | Runda    | Kraj              | Klub                   | Dom | Wyjazd | Dwumecz      |
| --------- | ------------------- | -------- | ----------------- | ---------------------- | --- | ------ | ------------ |
| 2008      | Puchar Konfederacji | wstępna  | Gwinea Równikowa  | Akonangui FC           | 3–0 | 0–0    | 3–0          |
| 2008      | Puchar Konfederacji | 1        | Kamerun           | Les Astres FC          | 0–0 | 0–2    | 0–2          |
| 2018      | Puchar Konfederacji | wstępna  | Gabon             | AS Mangasport          | 1–1 | 1–0    | 2–1          |
| 2018      | Puchar Konfederacji | 1        | Algieria          | USM Algier             | 2–2 | 1–1    | 3–3          |
| 2019/2020 | Puchar Konfederacji | wstępna  | Gabon             | AS Pélican             | 1–1 | 1–1    | 2–2 (k. 1–4) |
| 2020/2021 | Puchar Konfederacji | wstępna  | Południowa Afryka | Bloemfontein Celtic FC | 0–2 | 2–0    | 2–2 (k. 2–3) |
| 2021/2022 | Puchar Konfederacji | wstępna  | Gabon             | AS Bouenguidi          | 2–0 | 1–1    | 3–1          |
| 2021/2022 | Puchar Konfederacji | 1        | Południowa Afryka | Mamelodi Sundowns FC   | 2–2 | 0–2    | 2–4          |
| 2021/2022 | Puchar Konfederacji | play-off | Egipt             | Pyramids FC            | 0–1 | 0–1    | 0–2          |

## Stadion
Domowe mecze klub rozgrywa na stadionie o nazwie Stade Joseph Kabila Kabange w Kindu, który może pomieścić 15000 widzów.

## Reprezentanci kraju grający w klubie
Stan na kwiecień 2023.
| - Hervé Beya - Pierre Botayi - Mampuya Lema - Bola Lobota - Jackson Lunanga - Obed Mayamba - Ndaya Mbangi - Maxi Mpia - Biena Gérard Mukunku - Jérémie Mumbere | - Merceil Ngimbi - Walby Niemba - Riguene Pembele - Onoya Sangana - Ricky Tulengi - Mbambu Wango - Richard Kirongozi - Donald Nzé - Lobi Manzoki |